# Adactylotis ungemachi
Adactylotis ungemachi là một loài bướm đêm trong họ Geometridae.